# Richard Kreß
Pour les articles homonymes, voir Kress et Kreß.
Richard Kreß (ou Kress) était un footballeur allemand né le 6 mars 1925 à Niesig et mort le 30 mars 1996 à Francfort-sur-le-Main.

## Carrière
- 1953-1964 : Eintracht Francfort